# Penicuik
Penicuik (uitgesproken als /ˈpɛnɪkʊk/) is een plaats en voormalige burgh in het Schotse bestuurlijke gebied Midlothian, gelegen aan de rivier North Esk ten zuiden van Edinburgh en ten oosten van de Pentland Hills. De naam komt van Pen-y-cog, betekenend heuvel van de koekoek.

## Geschiedenis
Het originele centrum ligt aan de zuidkant van de plaats, in een bos waarin zich de ruïne van Penicuik House bevindt. In 1770 breidde Sir James Clerk of Penicuik het dorp uit naar het noorden. St. Kentigern's Church werd gebouwd in 1771, een eeuwen oudere kerk vervangend. De familie Clerk bouwde in de loop van de 18de eeuw torens, bruggen en poorthuizen op het landgoed en woont begin 21ste eeuw nog steeds in een gerestaureerd gedeelte van Penicuik House. De vervallen grafkapel op het kerkhof van St Murdo's Church is eveneens privé-eigendom van de Clerks.
Vanaf 1708 kent Penicuik een papiermolen, naast de al bestaande korenmolens, en aan het eind van de 18e eeuw was er een water aangedreven katoenmolen, die in het begin van de negentiende eeuw werd omgebouwd tot een papiermolen. In deze eeuw werd de industrie uitgebreid met kolenmijnen.
Tijdens de napoleontische oorlogen was er in Penicuik een krijgsgevangenenkamp; een herdenkingsmonument herinnert aan deze gebeurtenis.
Een sociale omslag kwam in 1815 toen de familie Cowan een papiermolen overnam en scholing voor de kinderen van hun arbeiders verzorgde en behuizing bouwde voor hun ongehuwde arbeidsters.

## Economie
Penicuik is een ietwat verstedelijkte nederzetting met winkelstraten, pubs en restaurants, maar wordt van Edinburgh gescheiden door een landelijk gebied aan de voet van de Pentland Hills. Het dorp heeft een rechtstreekse busverbinding (iets meer dan een uur durend) met het stadscentrum van Edinburgh, via Dalkeith dan wel via de campus Easter Bush van de diergeneeskundige faculteit van de Universiteit van Edinburgh. 
In Penicuik bevindt zich tevens een Belgisch consulaat.